# Jorge Scarso
Jorge Scarso, all'anagrafe Giorgio Scarso, (Modica, 18 agosto 1916 – Modica, 28 ottobre 2015), è stato un vescovo cattolico italiano.

## Biografia
È nato il 18 agosto 1916 a Modica, nella diocesi di Noto.

### Ministero sacerdotale
Ha emesso i voti per l'ordine dei frati minori cappuccini il 4 ottobre 1938.
È stato ordinato presbitero il 28 giugno 1942 a Siracusa.
Dopo essere stato superiore e guardiano del convento di Augusta, nel 1946 è andato missionario in Brasile dove è stato vicario a Santa Teresa e Penha do Norte nello stato dell'Espírito Santo, a Mantena nello stato del Minas Gerais e a Niterói e Petrópolis nello stato di Rio de Janeiro.

### Ministero episcopale
Il 29 novembre 1967 papa Paolo VI lo ha nominato vescovo titolare di Gemelle di Numidia e vescovo ausiliare di Patos de Minas; ha ricevuto l'ordinazione episcopale il 25 marzo dell'anno seguente a Rio de Janeiro dall'allora arcivescovo Sebastiano Baggio, nunzio apostolico in Brasile, coconsacranti José Maria Pires, arcivescovo della Paraíba, e José André Coimbra, vescovo di Patos de Minas.
Il 28 dicembre 1968 lo stesso Papa lo ha nominato vescovo di Patos de Minas.
Dopo che il 20 luglio 1977 il vescovo di Paracatu Raimundo Lui si è dimesso, è stato amministratore apostolico della diocesi fino alla nomina del successore José Cardoso Sobrinho.
Dopo 23 anni di governo pastorale della diocesi ha rassegnato le dimissioni l'8 gennaio 1992.
È morto a Modica il 25 ottobre 2015.

## Genealogia episcopale
La genealogia episcopale è:
- Cardinale Scipione Rebiba
- Cardinale Giulio Antonio Santori
- Cardinale Girolamo Bernerio, O.P.
- Arcivescovo Galeazzo Sanvitale
- Cardinale Ludovico Ludovisi
- Cardinale Luigi Caetani
- Cardinale Ulderico Carpegna
- Cardinale Paluzzo Paluzzi Altieri degli Albertoni
- Papa Benedetto XIII
- Papa Benedetto XIV
- Cardinale Enrico Enriquez
- Arcivescovo Manuel Quintano Bonifaz
- Cardinale Buenaventura Córdoba Espinosa de la Cerda
- Cardinale Giuseppe Maria Doria Pamphilj
- Papa Pio VIII
- Papa Pio IX
- Cardinale Alessandro Franchi
- Cardinale Giovanni Simeoni
- Cardinale Antonio Agliardi
- Cardinale Basilio Pompilj
- Cardinale Adeodato Piazza, O.C.D.
- Cardinale Sebastiano Baggio
- Vescovo Jorge Scarso